# Central hidroeléctrica de Guizeldón
La Central hidroeléctrica de Guizeldón se encuentra en el distrito Prigorodny de la República de Osetia del Norte-Alania, cerca del pueblo de Koban, en el río Guizeldón. Fue construida de acuerdo con el plan GOELRO y es la central hidroeléctrica en funcionamiento más antigua del Cáucaso septentrional y una de las más antiguas de Rusia. En el momento de la puesta en servicio, la central hidroeléctrica de Guizeldón era la de mayor presión en Europa, y actualmente utiliza la mayor presión entre las centrales hidroeléctricas rusas y es la central rusa más potente que utiliza unidades hidráulicas de turbina. La mayoría de los equipos de la central han estado en funcionamiento desde su lanzamiento, hace más de 80 años, y continúan funcionando. El propietario Gizeldonskaya HPP es RusHydro.

## Condiciones naturales
Las instalaciones de HPP están ubicadas en el río Guizeldón en el desfiladero de Dargavsky (también llamado Guizeldón o Kobansky), a 1.8 km al sur de la aldea de Koban. El río Guizeldón (afluente del río Térek) tiene una longitud de 81 km, el río se alimenta de glaciares, nieve, avenidas a finales de primavera y principios de verano. En el sitio de la central hidroeléctrica, el caudal anual promedio es de 3.2 m³/s, el caudal máximo observado es de 45.1 m³/s, el caudal anual promedio es de 0.106 km³. En las proximidades de la central hidroeléctrica, el río atraviesa la Cordillera Rocosa (Cáucaso) formando el desfiladero de Dargavsky. En el área del desfiladero, el río tiene una caída significativa (más de 300 m) en una sección corta, lo que permite crear una estación hidroeléctrica de alta presión con un túnel de derivación corto. El desfiladero tipo cañón se caracteriza por un ancho pequeño y una inclinación significativa de las laderas boscosas (45° o más). Las estructuras principales de la estación hidroeléctrica se encuentran en la parte superior de la garganta, en el lugar de su transición a la depresión de Dargavsky. La presa de la central hidroeléctrica se encuentra en el antiguo bloqueo de Kakhty-Sar de origen de desprendimientos de tierra. Hasta que se construyó la represa, el bloqueo efectuado contra el río Guizeldón, formó la cascada Purt, antes del bloqueo había un pequeño lago.

## Descripción de las instalaciones

Diseño de las estructuras de la central hidroeléctrica de Guizeldón.

La estación hidroeléctrica de Guizeldón es una central hidroeléctrica de derivación de presas de alta presión. La mayor parte de la presión en las unidades hidráulicas se crea por derivación, y únicamente una pequeña parte (unos 10 metros) es creada por una presa. Estructuralmente, las instalaciones de la estación se dividen en tres partes: la unidad principal, derivación y la unidad de estación.

### Nodo principal
El nodo principal de la estación hidroeléctrica sirve para crear un embalse, asegurar la toma de agua para la derivación y descargar el exceso de entrada de agua en la corriente abajo. Consiste en una presa que forma un depósito y un dispositivo de toma de agua con un vertedero.
La presa de la estación hidroeléctrica de Guizeldón se encuentra en la antigua presa de Kakhty-Sar, especialmente fortificada para aumentar su estabilidad y reducir la filtración. Es una presa de tierra, con pavimento mixto de pantalla de escollera de caída en arcilla, las laderas de la presa  se fijan con cal y piedra triturada. La longitud de lapresa a lo largo de la cresta junto con las uniones es de 210 m, la altura máxima es de 21,5 m, el ancho a lo largo de la cresta es de 5 m, la colocación de las pendientes es variable hacia arriba de 1: 4 a 1: 2,5, aguas abajo 1: 2. La medida de la cresta es de 775.86 m. La presa forma un pequeño depósito (cuenca de regulación diurna) con un volumen total de diseño de 595 mil m³ y un volumen útil de 170 mil m³. Con la regulación diaria, las fluctuaciones en el nivel del depósito pueden alcanzar los 2 etros. La marca del nivel de retención normal del depósito es de 773.21 m y el nivel de retención forzada es de 773.56 m. En el año 2010, el embalse estaba sedimentado en al menos un 50 %, pero en 2016 se eliminó el sedimento.
La toma de agua tipo torre combinada con un vertedero y una salida inferior está construida de mampostería con mortero de cemento y hormigón armado. Se encuentra directamente en el embalse a cierta distancia de la presa, con la que está conectado por un puente peatonal. La toma de agua tiene dos agujeros con un diámetro de 1.7 m, luego se convierte en uno con un diámetro de 2.05 m, que a su vez pasa a un túnel derivado. El rendimiento de cada uno de los agujeros es de 5.3 m³ / s, por lo que el rendimiento máximo de la toma de agua es de 10.6 m³ / s. Cada una de las dos aberturas está equipada con un bloqueo de rueda plana de metal de 2,48 x 5,1 m de tamaño, así como rejillas de retención de basura gruesas y delgadas. Los umbrales de las aberturas de entrada de agua están alrededor de los 763,11 m. Para descargar los gastos innecesarios hacia abajo hay un aliviadero de superficie de un tipo de pozo con forma de embudo anular, con la posibilidad de superponerse con barreras tipo «sándwich». El aliviadero pasa a un túnel sin presión con revestimiento de hormigón armado, de 229 m de largo y 3,4 m de diámetro, que termina en un flujo rápido abierto. La capacidad de las instalaciones del vertedero es de 90 m³ / s. Además, en la parte inferior de la toma de agua, 13 m por debajo del umbral del vertedero, hay una salida inferior con una capacidad de flujo de 20 m³ / s, que se conecta al túnel del vertedero. La salida inferior sirve para enjuagar el depósito, tiene una sección transversal rectangular de 2x1.75 m, y se cierra con un bloqueo de rueda de metal plano.

### Derivación
La derivación de la estación hidroeléctrica es un túnel de presión que se utiliza para desviar el flujo del río hacia el edificio de la central hidroeléctrica y crear presión en las unidades hidráulicas. Consta de un túnel de desviación de compensación del eje y un túnel-galería inclinado. El túnel de presión de derivación tiene una sección circular con un diámetro de 2,05 ma 2,35 m, tiene una longitud de 2.485 m. El túnel se coloca entre varias rocas, en particular, cruza las rocas del bloqueo y una serie de grietas llenas y vacías, está forrado de concreto de 5-7.5 cm de espesor, reforzado con acero corrugado en lugares débiles. El túnel termina con un eje cilíndrico nivelador de sección transversal variable de 4 m a 11.5 m, con una altura total de cámaras de 25.4 m. Una presión de 183 m de largo sirve para suministrar agua desde el eje nivelador a un tubo de presión.

### Nodo de estación
El sitio de una estación de una central hidroeléctrica consiste en una tubería de presión con un edificio de compuertas, un edificio de la central hidroeléctrica, un canal de descarga, un tablero exterior de 110 kV. El tubo de presión de metal soldado con juntas transversales remachadas. En las secciones inferiores, la carcasa está reforzada con bandas de rodadura. La longitud de la tubería es de 491 m, el diámetro interno es de 1.250 mm desde la parte superior a 1,422 mm y el grosor de la carcasa es de 12 a 35 mm. La tubería se coloca sobre 6 anclajes y 77 soportes intermedios con énfasis en la parte final de la masa de concreto.  En la parte media de la tubería, en el área de la sección de deslizamiento de tierra, se coloca en un túnel en forma de herradura de 2.75 m de altura. La tubería entra en el colector ajustable sirviendo para suministrar agua a una turbina hidráulica. Se instaló una válvula de mariposa con puertas de disco principal y de emergencia ubicadas a lo largo de la ruta de la tubería.
El edificio de la central hidroeléctrica tiene unas dimensiones de 52x12,5 m. Se instalaron tres unidades hidráulicas en la sala de máquinas del edificio, que funcionan a una presión de diseño de 289 m. Las unidades hidráulicas son horizontales, cada una de ellas consta de una turbina hidráulica P-461-GI de cuatro ruedas con cucharón de dos ruedas y un hidrogenerador VGS-325-135-14 con una capacidad de 7,6 MW.  El flujo de agua a través de la unidad hidráulica es de 3.38 m³ / s, la velocidad de rotación es de 500 rpm, el voltaje del generador es de 6 kV. Para controlar la turbina, se utiliza un controlador de flujo automático T-100. Después de ser utilizada en turbinas, el agua se descarga en el lecho de río Guizeldón a través de un canal de salida de tres descargas de 21 metros, 2x1.8 m en la sección transversal de cada hilo.
La capacidad instalada de las centrales hidroeléctricas es de 22.8 MW, la capacidad operativa es de 6.7 MW, el número de horas de uso de la capacidad instalada es de 2.574, la generación anual promedio es de 56.9 millones de kWh. Inicialmente, la estación tenía una capacidad de 21,78 MW (3 unidades hidráulicas principales de 7,17 MW cada una y dos unidades hidráulicas auxiliares de 0,14 MW cada una). Posteriormente, una de las unidades hidráulicas auxiliares se desmanteló, y la capacidad de las unidades hidráulicas principales se incrementó ligeramente. Según la compañía Power Machines, en 1955, se fabricaron tres turbinas hidráulicas principales para la central hidroeléctrica de Guizeldón. Al mismo tiempo según la organización operativa, las turbinas introducidas en 1934 continúan funcionando en la estación. Según la actual clasificación rusa, las centrales hidroeléctricas con una capacidad inferior a 25 MW son pequeñas.

Edificios y equipamiento de la central hidroeléctrica de Gizeldon.
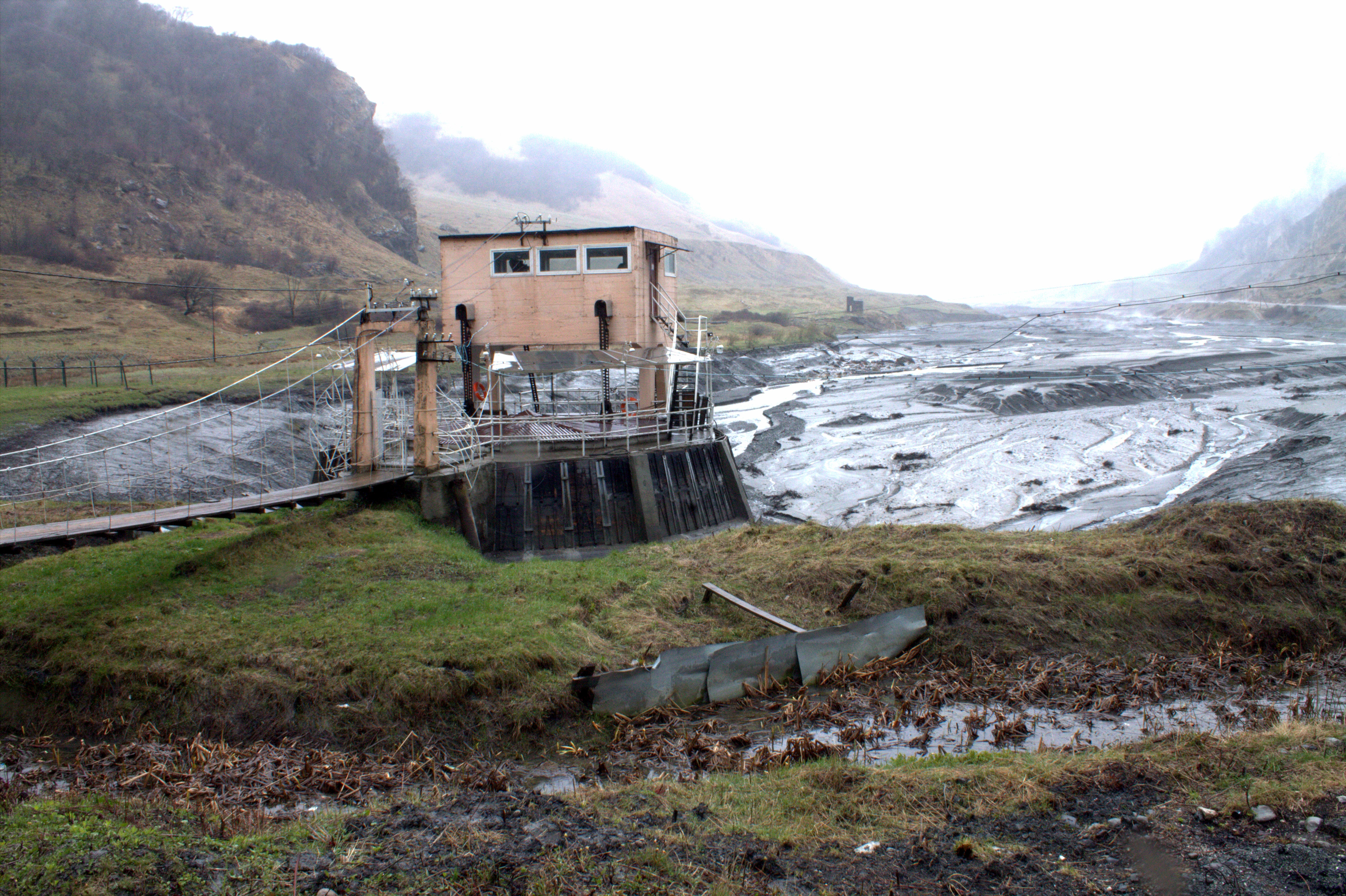
Toma de agua
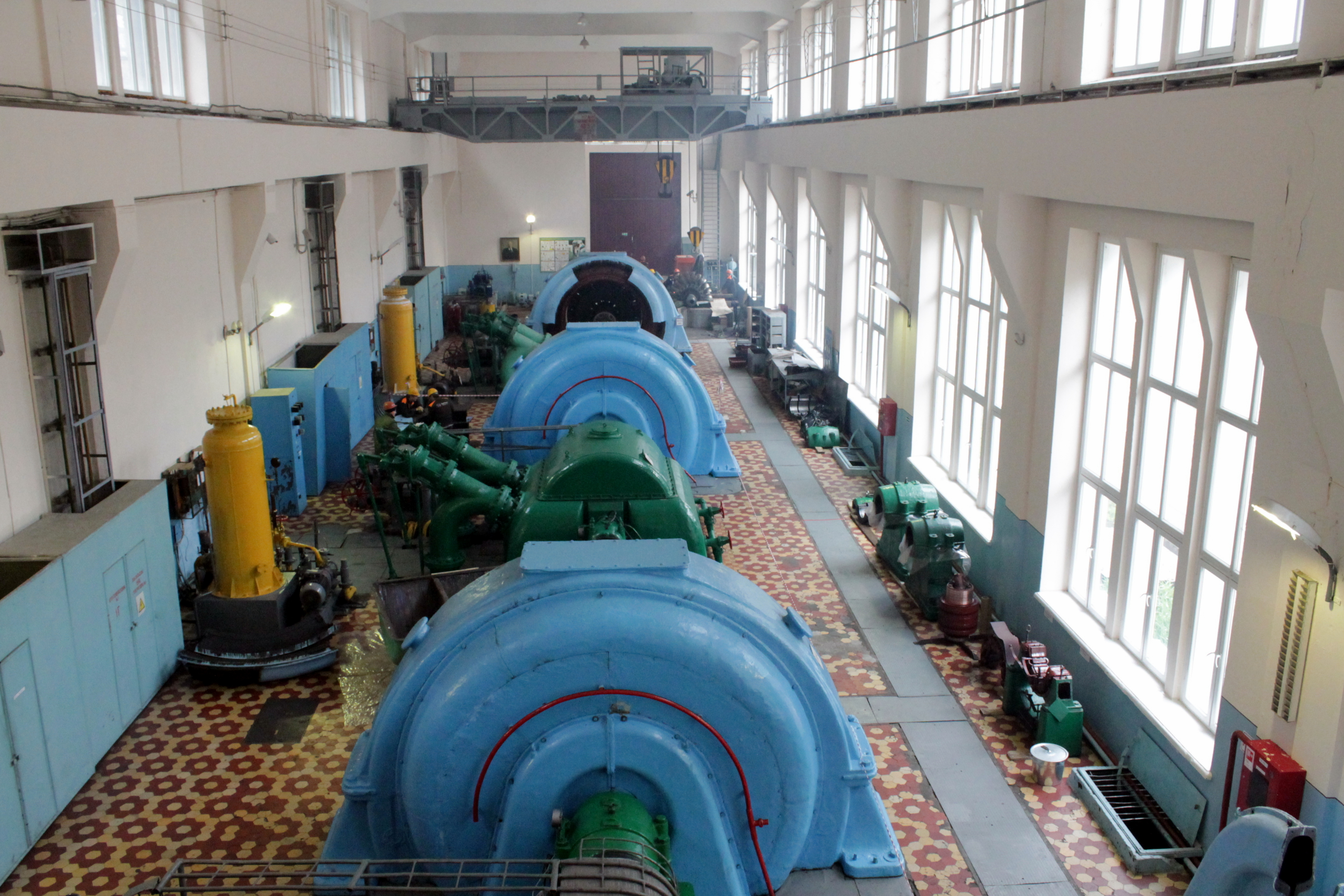
Sala de máquinas
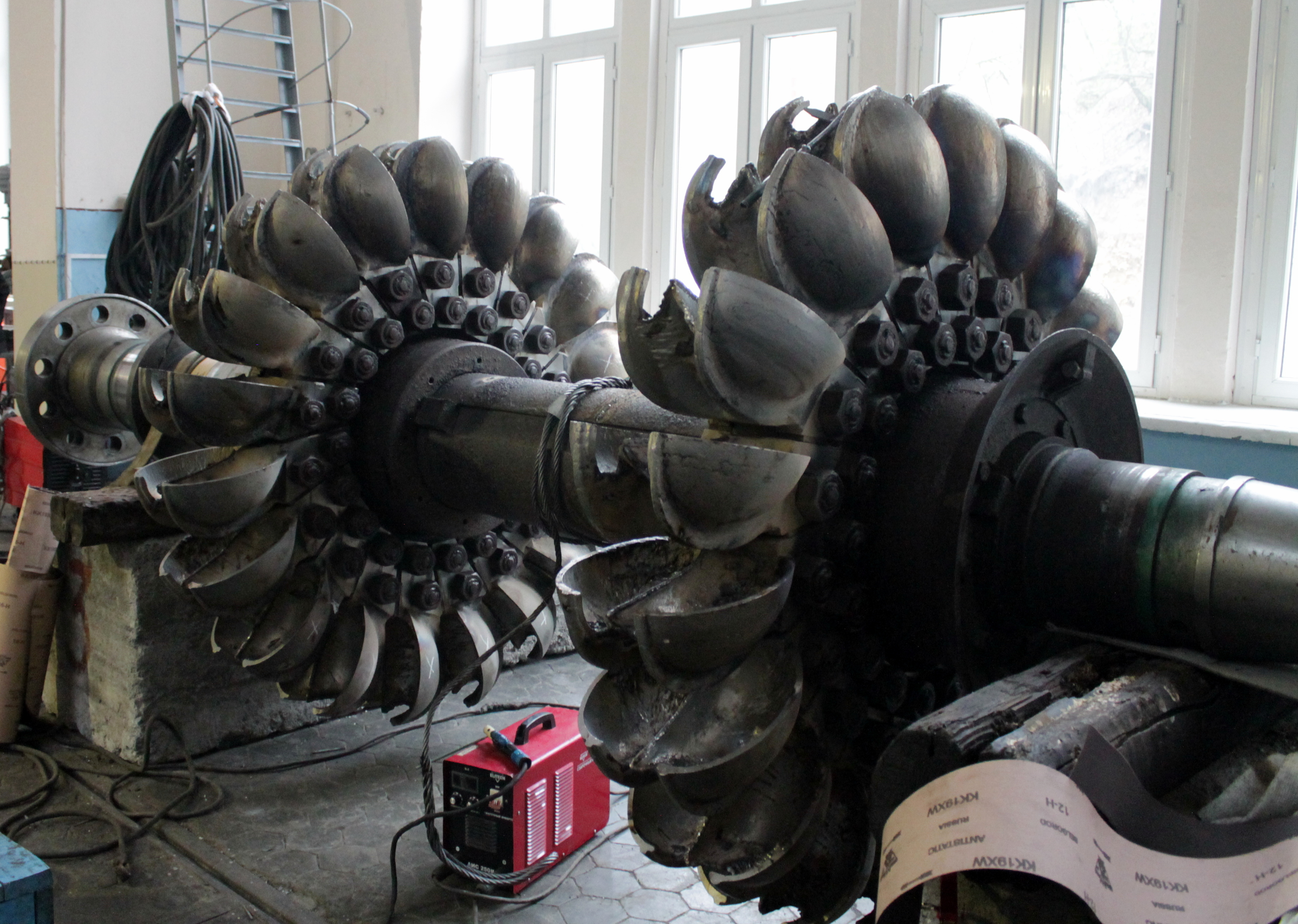
Impulsores de turbina
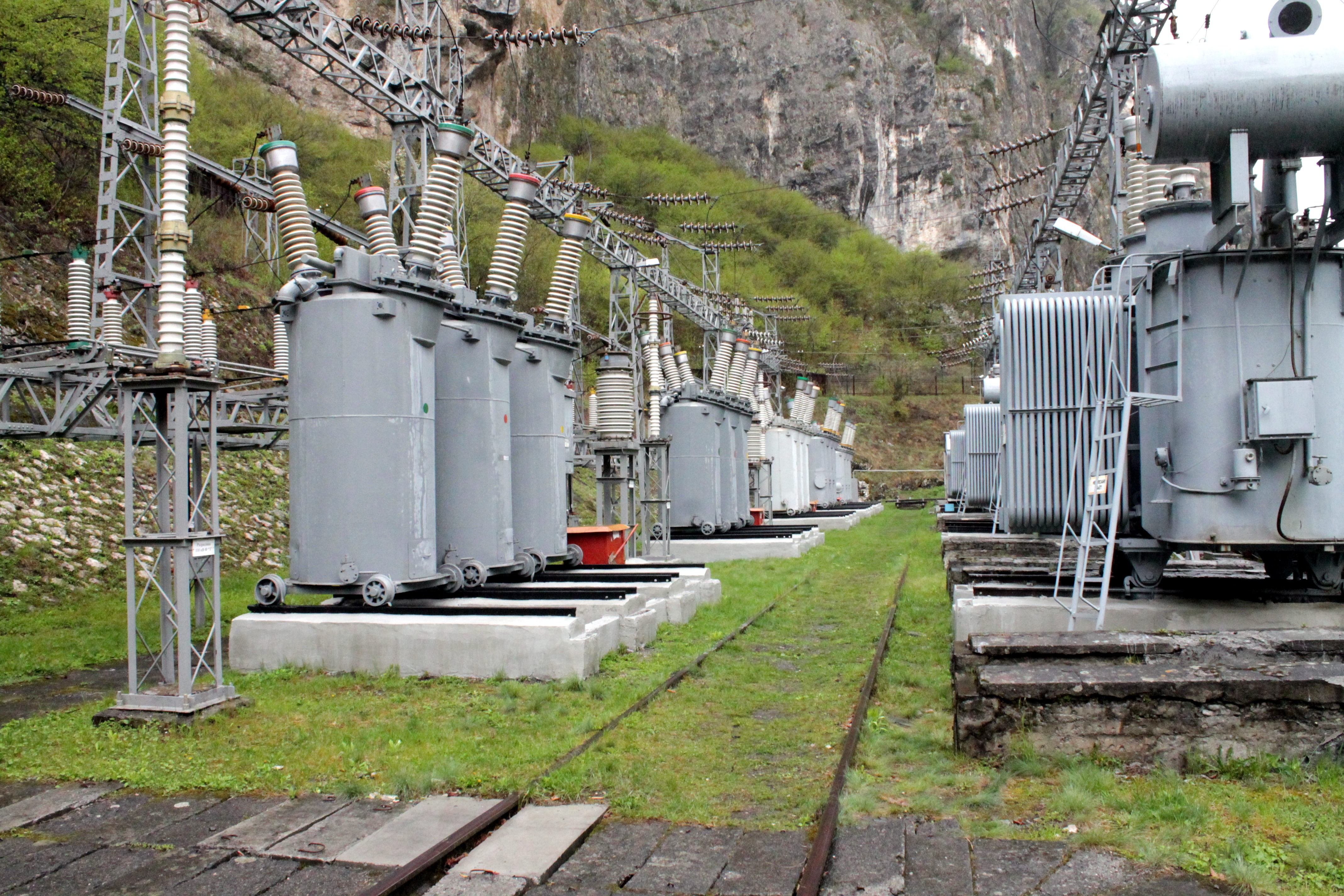
Transformadores de potencia
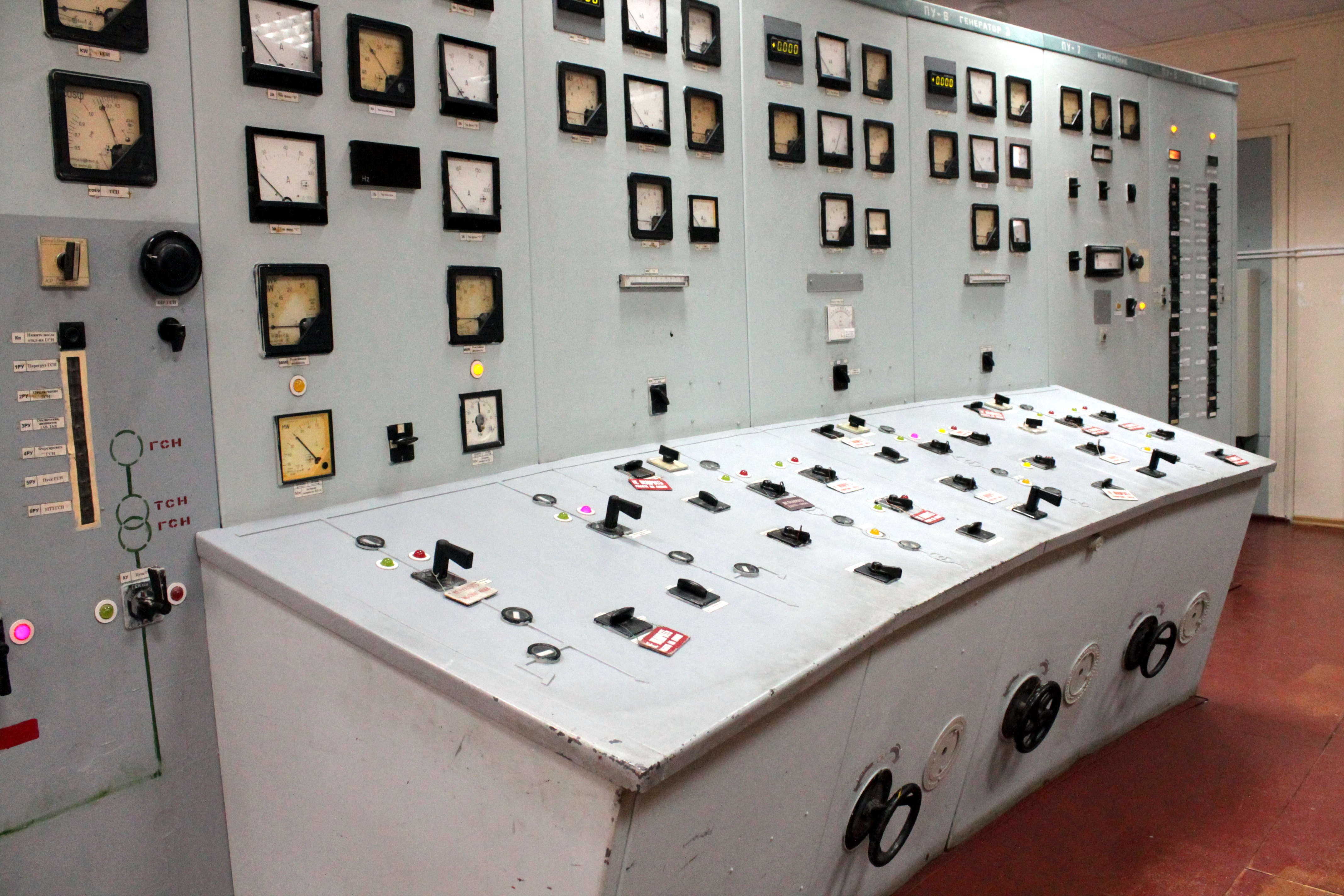
Panel de control
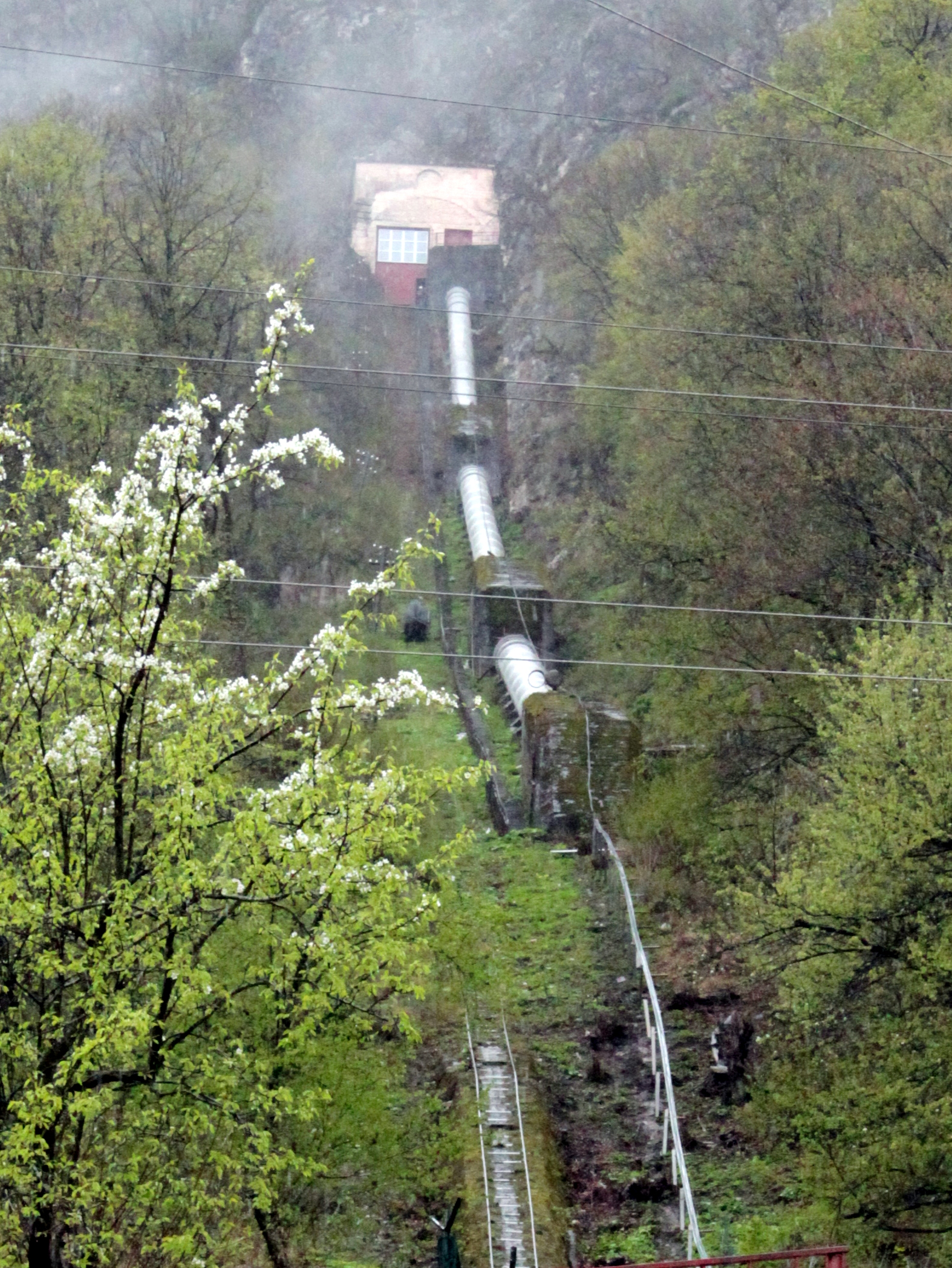
Línea de presión